# Hyperolius davenporti
Espèce
Statut de conservation UICN

 CR B1ab(iii) : 
En danger critique
Hyperolius davenporti est une espèce d'amphibiens de la famille des Hyperoliidae.

## Répartition et habitat
Cette espèce est endémique de Tanzanie. Elle se rencontre dans les monts Livingstone. C'est une espèce arboricole vivant dans les marécages de haute altitude.

## Description
Les 10 spécimens adultes mâles observés lors de la description originale mesurent entre 17,3 mm et 20,2 mm de longueur standard et les 2 spécimens adultes femelles observés lors de la description originale mesurent entre 26,9 mm et 27,0 mm de longueur standard.

## Étymologie
Cette espèce est nommée en l'honneur du professeur Timothy Richard Bentley Davenport.

## Publication originale
- Loader, Lawson, Portik & Menegon, 2015 : Three new species of spiny throated reed frogs (Anura: Hyperoliidae) from evergreen forests of Tanzania. BMC Research Notes, vol. 8, no 167, p. 1–16 (texte intégral).